# Палаццо Грассі
Палаццо Грассі (італ. Palazzo Grassi) — палац у Венеції, в районі Сан-Марко, на Гранд-каналі.
Палац був створений в XVIII столітті архітектором Джорджо Массарі.
У XX столітті Палац був придбаний і відреставрований автомобільним концерном «Фіат» для проведення великих художніх виставок. Систему освітлення Cestello для відреставрованого Палацу створила у 1985 році видатний італійський дизайнер Гає Ауленті.
На початку 2005 року будівля була продана казино, але зберегла функцію виставкового залу.